# Blood Red Shoes
Blood Red Shoes är en engelsk rockduo från Brighton bestående av Laura-Mary Carter (sång och gitarr) och Steven Ansell (sång och trummor). Gruppen har sedan bildandet 2004 gett ut tre studioalbum såväl som en rad 7"-singlar i begränsade upplagor.

## Historia
Efter att ha lämnat de nerlagda grupperna Cat On Form och Lady Muck började Steven Ansell och Laura-Mary Carter att jama tillsammans och i slutet av 2004 bildades Blood Red Shoes. I en intervju i Berlin förklarade Carter att gruppnamnet kommer från en Ginger Rogers/Fred Astaire-musikal i vilken Ginger Rogers hade fått sina vita dansskor röda av blod under sin hårda träning inför rollen. Med influenser av Nirvana, Queens of the Stone Age, Blur och Sonic Youth släppte duon den 18 juli 2005 debutsingeln "Victory for the Magpie" genom Johnson Family Records. Singeln gavs ut på 7"-vinyl och begränsades till 300 exemplar. Den följdes upp av "Stitch Me Back / Meet Me at Eight", "A.D.H.D" och "You Bring Me Down" under 2006.
Bandets debutalbum, Box of Secrets, släpptes i april 2008 på Mercury Records och fick övervägande positiv kritik av musikpressen såväl som en 47:e placering på brittiska albumlistan. Skivan följdes upp två år efter av Fire Like This, som släpptes i mars 2010 på deras nuvarande skivbolag V2 Records. I mars 2011 utkom Blood Red Shoes tredje album, In Time to Voices. 

## Diskografi

### Studioalbum

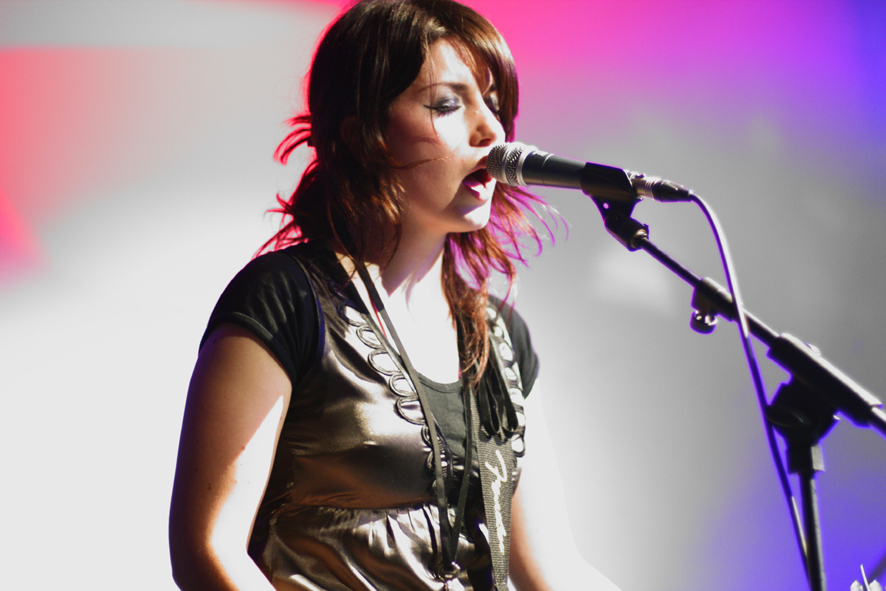
Laura-Mary Carter.

| År   | Titel             | UK | NL | BE | Skivbolag               | Format                      |
| ---- | ----------------- | -- | -- | -- | ----------------------- | --------------------------- |
| 2008 | Box of Secrets    | 47 | 73 | 58 | Mercury Records (UK)/V2 | CD, LP, Digital nedladdning |
| 2010 | Fire Like This    | 95 | 48 | 42 | V2                      | CD, LP, Digital nedladdning |
| 2012 | In Time to Voices | 61 | 78 | 79 | V2                      | CD, LP, Digital nedladdning |
| 2014 | Blood Red Shoes   | 61 | 78 | 79 | Jazz Life               | CD, LP, Digital nedladdning |

### Samlingar
- I'll Be Your Eyes – V2 Records (2007)

### Singlar

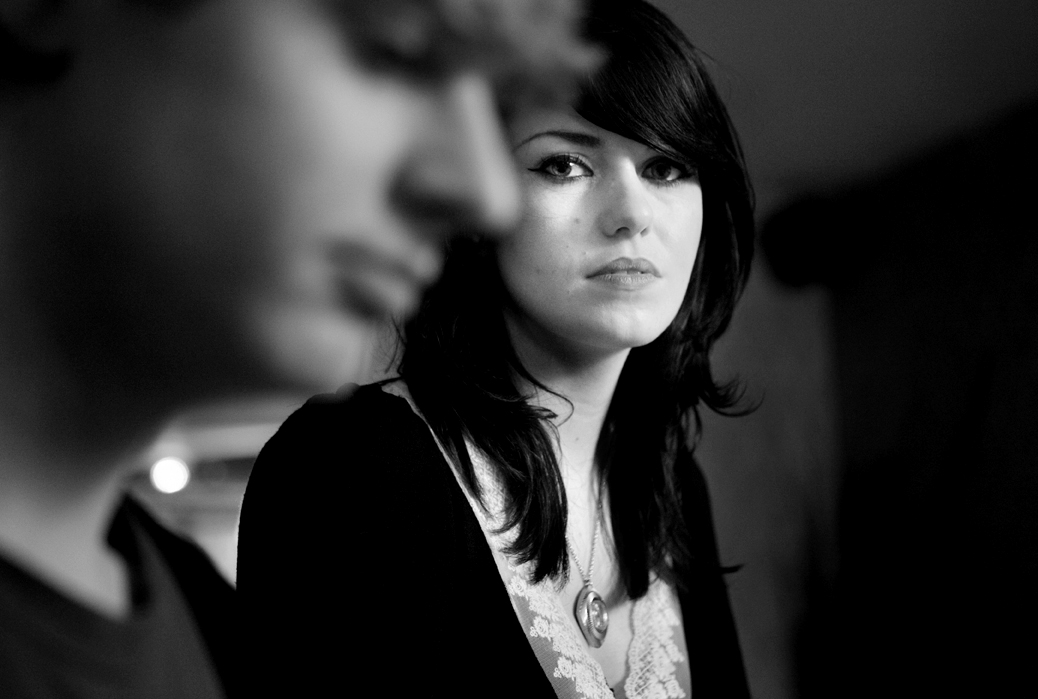
Blood Red Shoes 2007.

| År   | Titel                                 | Listplaceringar | Album             |
| År   | Titel                                 | UK              | Album             |
| ---- | ------------------------------------- | --------------- | ----------------- |
| 2005 | "Victory for the Magpie"              | –               | –                 |
| 2006 | "Stitch Me Back" / "Meet Me at Eight" | –               | –                 |
| 2006 | "A.D.H.D"                             | –               | –                 |
| 2006 | "You Bring Me Down"                   | –               | I'll Be Your Eyes |
| 2007 | "It's Getting Boring by the Sea"      | –               | I'll Be Your Eyes |
| 2007 | "I Wish I Was Someone Better"         | 186             | Box of Secrets    |
| 2008 | "You Bring Me Down" (nyutgåva)        | 64              | Box of Secrets    |
| 2008 | "Say Something, Say Anything"         | 79              | Box of Secrets    |
| 2008 | "This Is Not for You"                 | –               | Box of Secrets    |
| 2010 | "Light It Up"                         | –               | Fire Like This    |
| 2010 | "Don't Ask / We Get Bored"            | –               | Fire Like This    |
| 2010 | "Heartsink / Into The Night"          | –               | Fire Like This    |
| 2012 | "Cold"                                | –               | In Time to Voices |